# Тишбейн, Иоганн Генрих Вильгельм
Иоганн Генрих Вильгельм Тишбейн (Тишбайн), по прозванию Тишбейн-Гёте (нем. Johann Heinrich Wilhelm Tischbein, Goethe-Tischbein; 15 февраля 1751, монастырь Хайна — 26 февраля 1829, Ойтин) — немецкий (гессенский) живописец, мастер портрета; представитель известной художественной семьи, один из ближайших друзей поэта Иоганна Вольфганга Гёте.

## Жизнь и творчество
Иоганн Генрих Вильгельм Тишбейн родился 15 февраля 1751 года в монастыре Хайна, в семье плотника монастыря Иоганна Конрада Тишбейна (1712—1778). С 1765 года учился живописи у своего дяди Иоганна Генриха Тишбейна Старшего в Касселе, затем у Иоганна Якоба Тишбейна в Гамбурге. Однако, поскольку его не интересовала пейзажная живопись, он отправился к своему двоюродному брату Иоганну Дитриху Лилли, торговцу картинами и реставратору живописи в Гамбурге, он познакомил Тишбейна с картинами исторического жанра.
В 1772—1773 годах Иоганн Генрих Вильгельм предпринял учебную поездку в Голландию и вернулся в Хайну в 1773 году после непродолжительного пребывания в Бремене. При посредничестве ландграфа Филиппина фон Гессен Кассельского Тишбейн попал к берлинскому двору, где успешно работал портретистом с 1777 года. Там в 1778 году он был принят в масонскую ложу «За единство» (Zur Eintracht).
В 1779 году, получив стипендию кассельской Академии искусств, уехал на учёбу в Рим. После изучения античных памятников постепенно изменил свой художественный стиль с рококо на классицистический, близкий немецкому бидермайеру. В Италии писал в основном пейзажи, натюрморты и картины на исторические сюжеты.
В 1781 году, из-за стеснённого материального положения, Иоганн Генрих Вильгельм вынужден был покинуть Рим. Жил в Цюрихе, входил в круг интеллектуалов, образовавшегося вокруг физиогномиста Иоганна Каспара Лафатера и филолога Иоганна Я. Бодмера. Там же, в Цюрихе, он впервые встретился с И. В. фон Гёте.

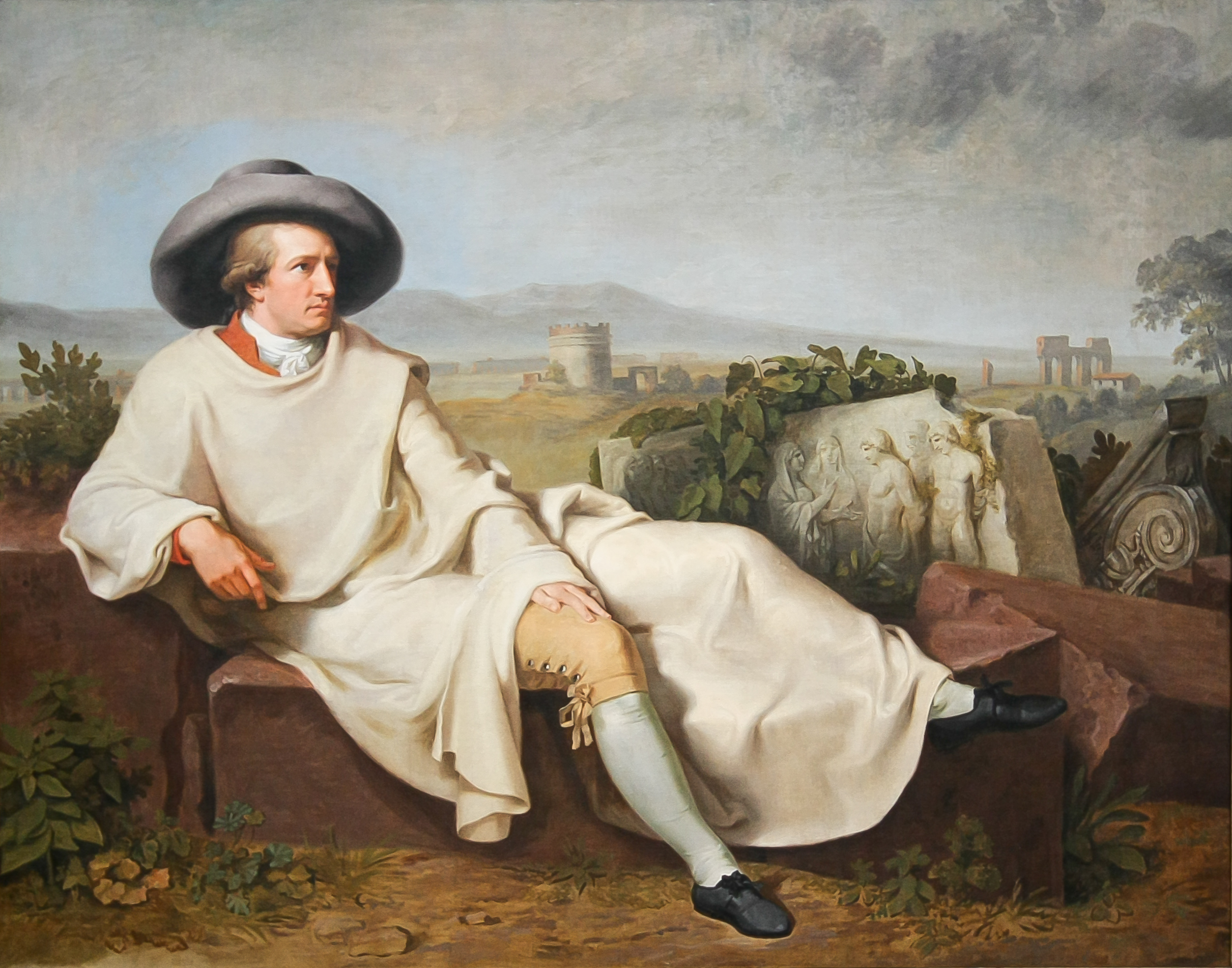
И. Г. В. Тишбейн. Гёте в Римской Кампанье. 1787. Холст, масло. Штеделевский художественный институт, Франкфурт-на-Майне

В 1783 году вновь приехал в Рим — после того, как при помощи Гёте получил от герцога Эрнста II Саксен-Гота-Альтенбургского ежегодную стипендию в 100 дукатов. Во время второго пребывания в Италии, продолжавшегося до 1799 года, он в 1786 году подружился с путешествующим инкогнито Гёте и друзья в 1787 году вместе поехали в Неаполь. В 1786 году Тишбейн написал свою знаменитую картину, изображающую путешествующего по Кампании Гёте — воплощение италомании немецких художников и поэтов-романтиков. Позднее картина попала в Германию, и в 1887 году банкирским семейством Ротшильд было подарено галерее Штеделевского института во Франкфурте-на-Майне, где и хранится по настоящее время.
Вскоре Гёте переехал к Тишбейну, который делил квартиру с другими немецкоязычными художниками, включая Фридриха Бери, Генриха Мейера, Иоганна Генриха Липса и Иоганна Георга Шютца. В этом доме — «Доме Гёте» (Casa di Goethe) на Виа дель Корсо № 18 в Риме теперь находится музей.
С осени 1789 по 1799 год, когда французские войска вошли в Неаполь, Тишбейн был директором Академии художеств (Accademia di Belle Arti), которая существует до настоящего времени.
После своего возвращения в 1799 году в Германию Тишбейн основал академию рисования для женщин в Гёттингене (Нижняя Саксония), где с 1799 по 1801 год также работал племянник Тишбейна Вильгельм Унгер. После женитьбы в 1801 году он поселился в Гамбурге и разработал собственную концепцию художественного образования. Молодые немецкие художники, такие как Филипп Отто Рунге и Иоганн Фридрих Овербек решили с ним сотрудничать, но когда гамбургский сенат отказался финансировать художественную школу, Тишбейн в 1808 году принял предложение принца-регента герцогства Ольденбургского Петра I, который назначил его придворным живописцем и директором картинной галереи. Он также приобрёл коллекцию картин Тишбейна для своей коллекции.
Иоганн Генрих Вильгельм Тишбейн проживал в Ойтинском замке (Шлезвиг-Гольштейн) с 1808 года до своей смерти в 1829 году. Тишбейн обучал сыновей герцога, а также стремившихся поступить в Академию и всех желающих искусству рисунка. Благодаря покровительству герцога замок в Ойтине получил репутацию «Веймара Севера». Вместе с Тишбейном в резиденции работали поэт Фридрих Готлиб Клопшток, музыкант и театральный режиссёр Франц Антон фон Вебер. Среди учеников были Фердинанд Флор, Николаус Лесков, Карл Андреас Гус и Якоб Генслер.
С 1817 года после длительной размолвки возобновились отношения с Гёте. В 1821 году Тишбейн отправил Гёте акварельные этюды своих идиллических картин, которые он сопроводил стихотворными описаниями.
Иоганн Генрих Вильгельм Тишбейн умер 26 февраля 1829 года в Ойтине. Похоронен там же на кладбище Пленерштрассе. Сохранились литературные произведения Тишбейна, его автобиография (Aus meine Leben) и письма, которые высоко ценил Гёте. Эта часть его творчества отмечена в исследовании писателя Фридриха Эрнста Петерса. В Санкт-Петербургском Эрмитаже имеется одна картина И. Г. В. Тишбейна, поступившая в музей из собрания Большого дворца в Гатчине.

## Галерея

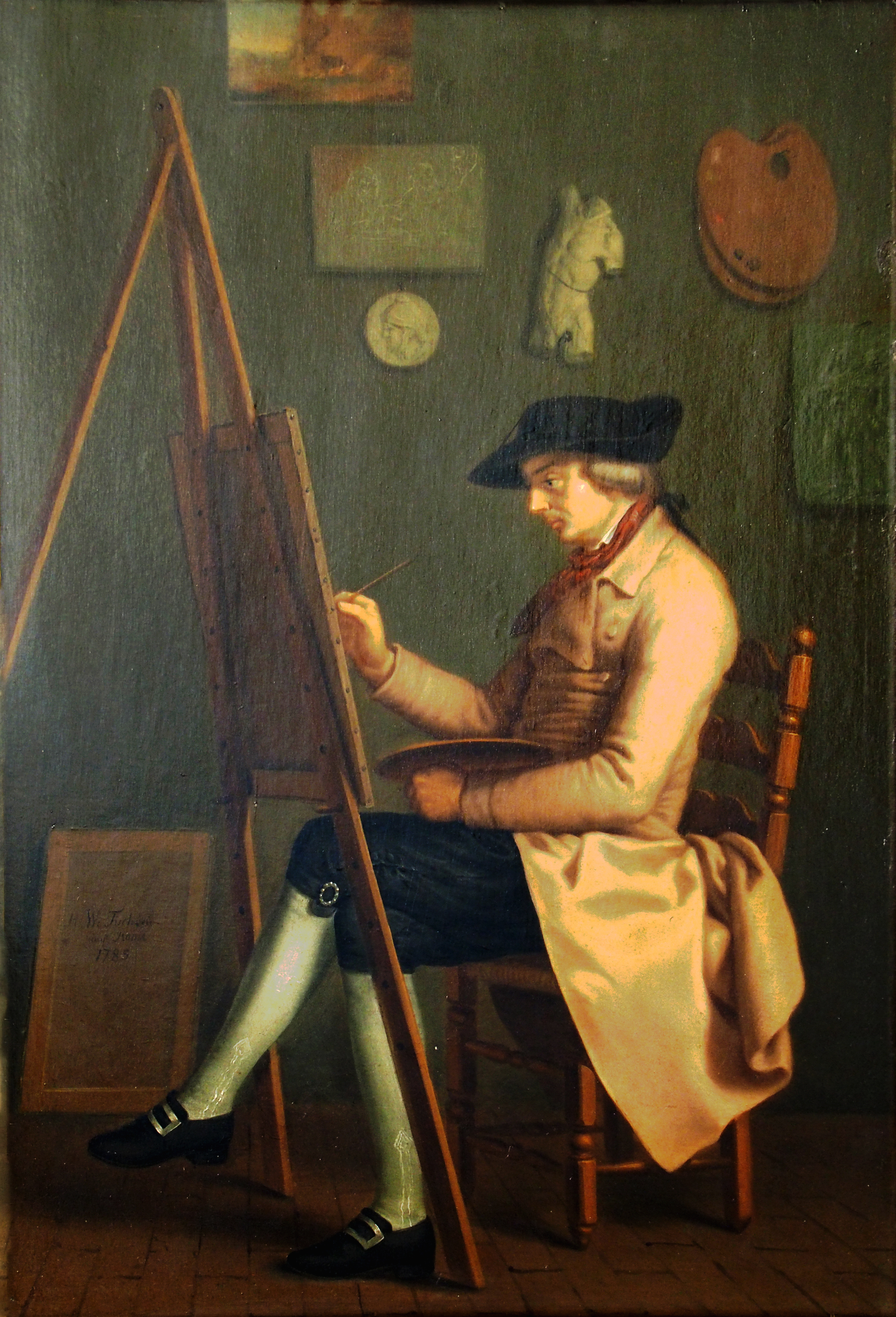
Автопортрет за мольбертом. 1785. Дерево, масло. Веймарский замок
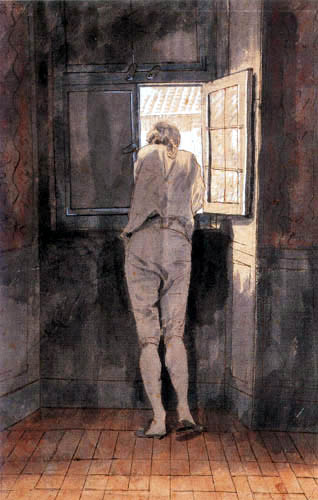
Гёте у окна своей римской квартиры. 1787. Бумага, акварель, перо, тушь, пастель. Дом Гёте, Франкфурт-на-Майне
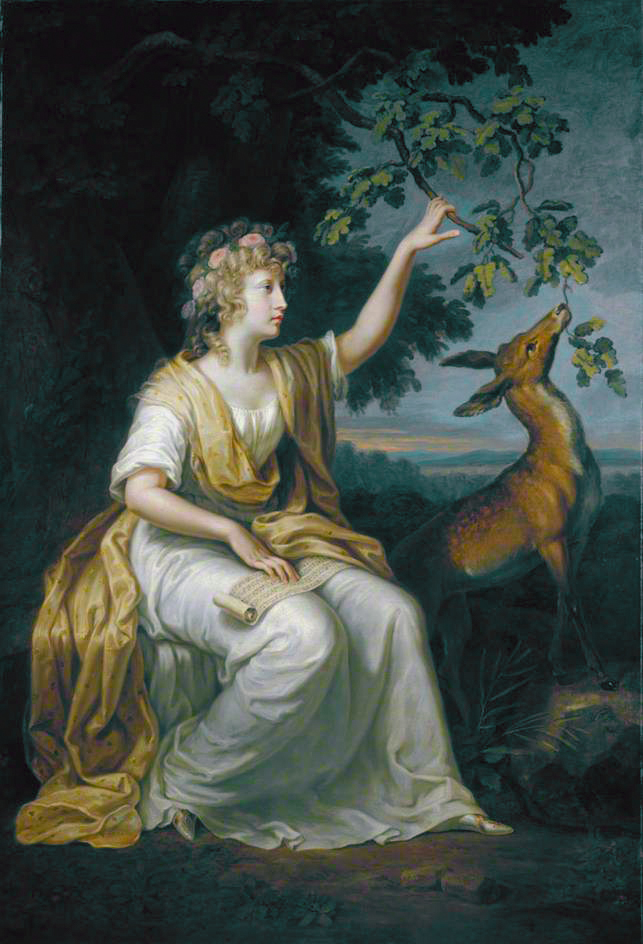
Леди Шарлотта Кемпбел. 1789. Холст, масло. Национальная галерея Шотландии, Эдинбург
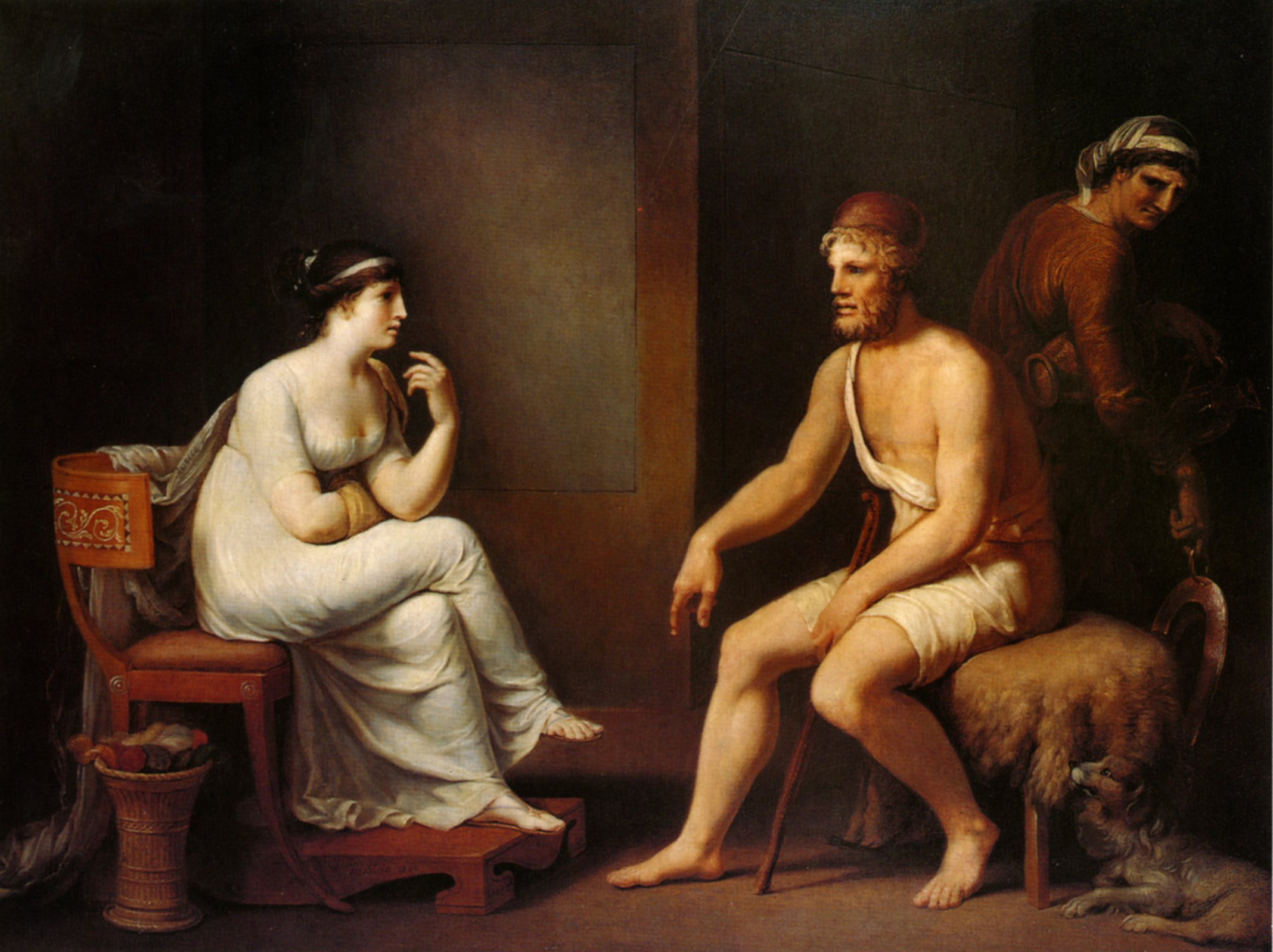
Oдиссей и Пенелопа. 1802. Холст, масло. Частное собрание
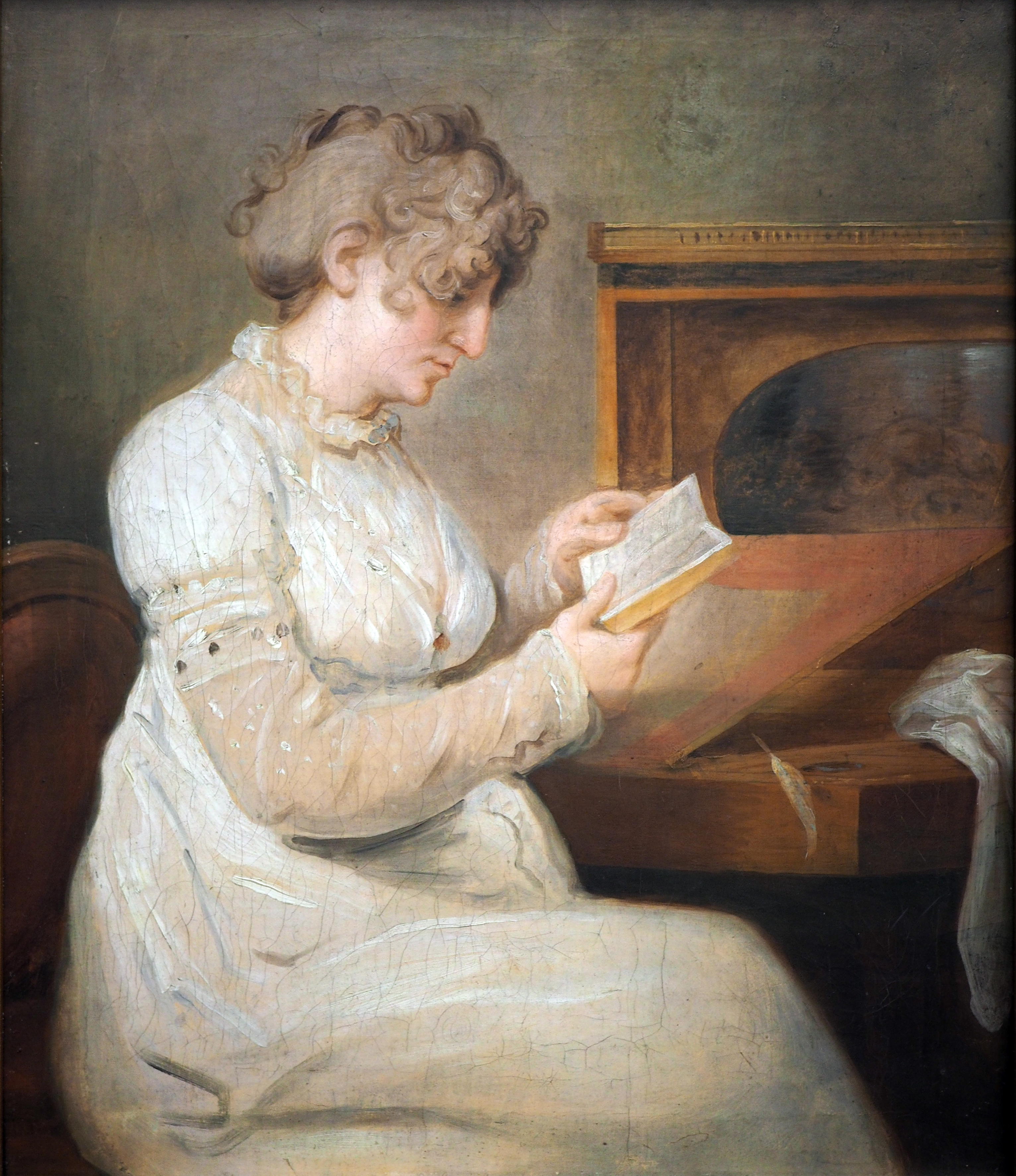
Портрет Э. К. Вестфален. Ок. 1820. Холст, масло. Кунстхалле, Гамбург
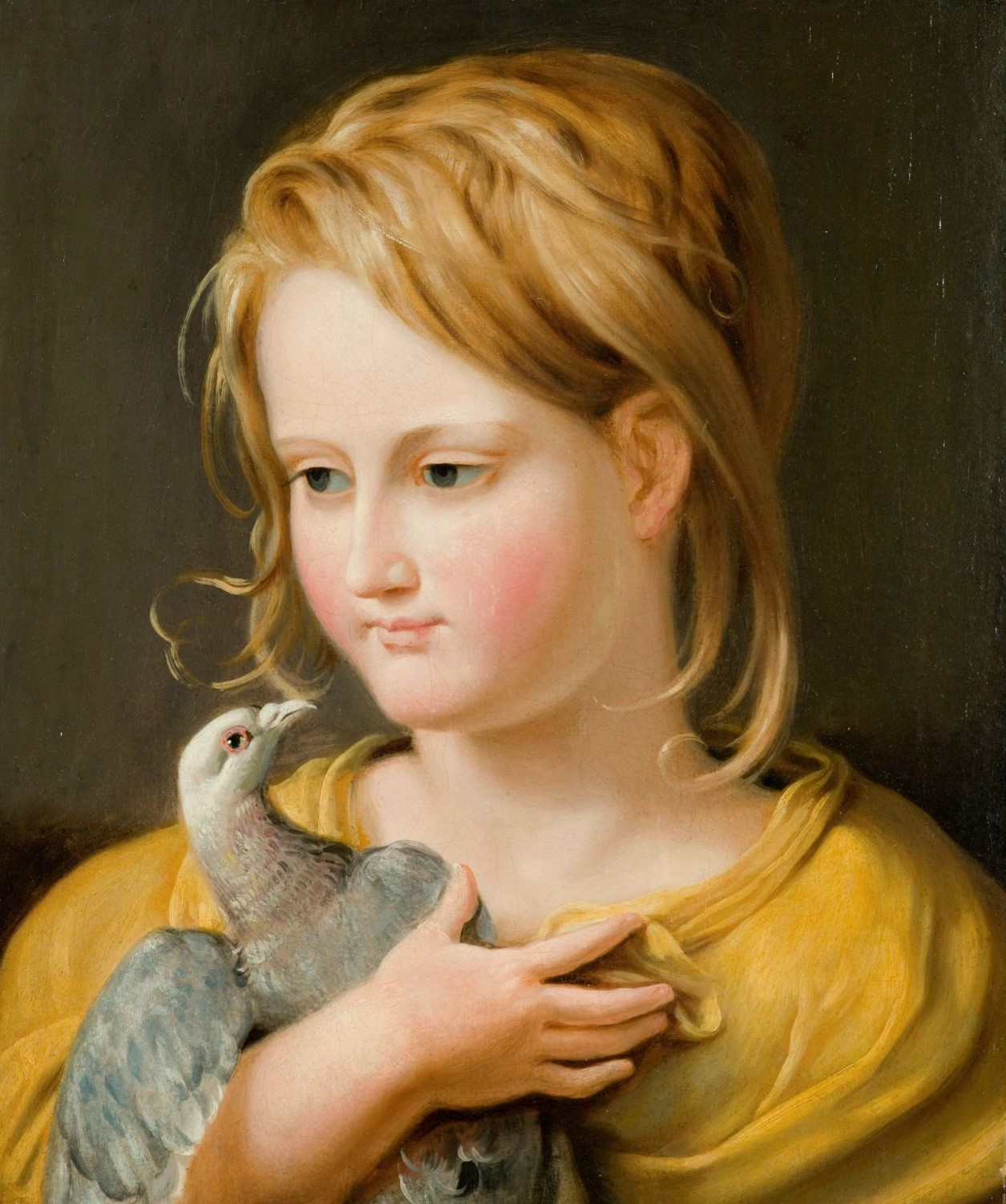
Портрет Эрнестины Тишбейн. Ок. 1810. Холст, масло. Германский Национальный музей, Нюрнберг
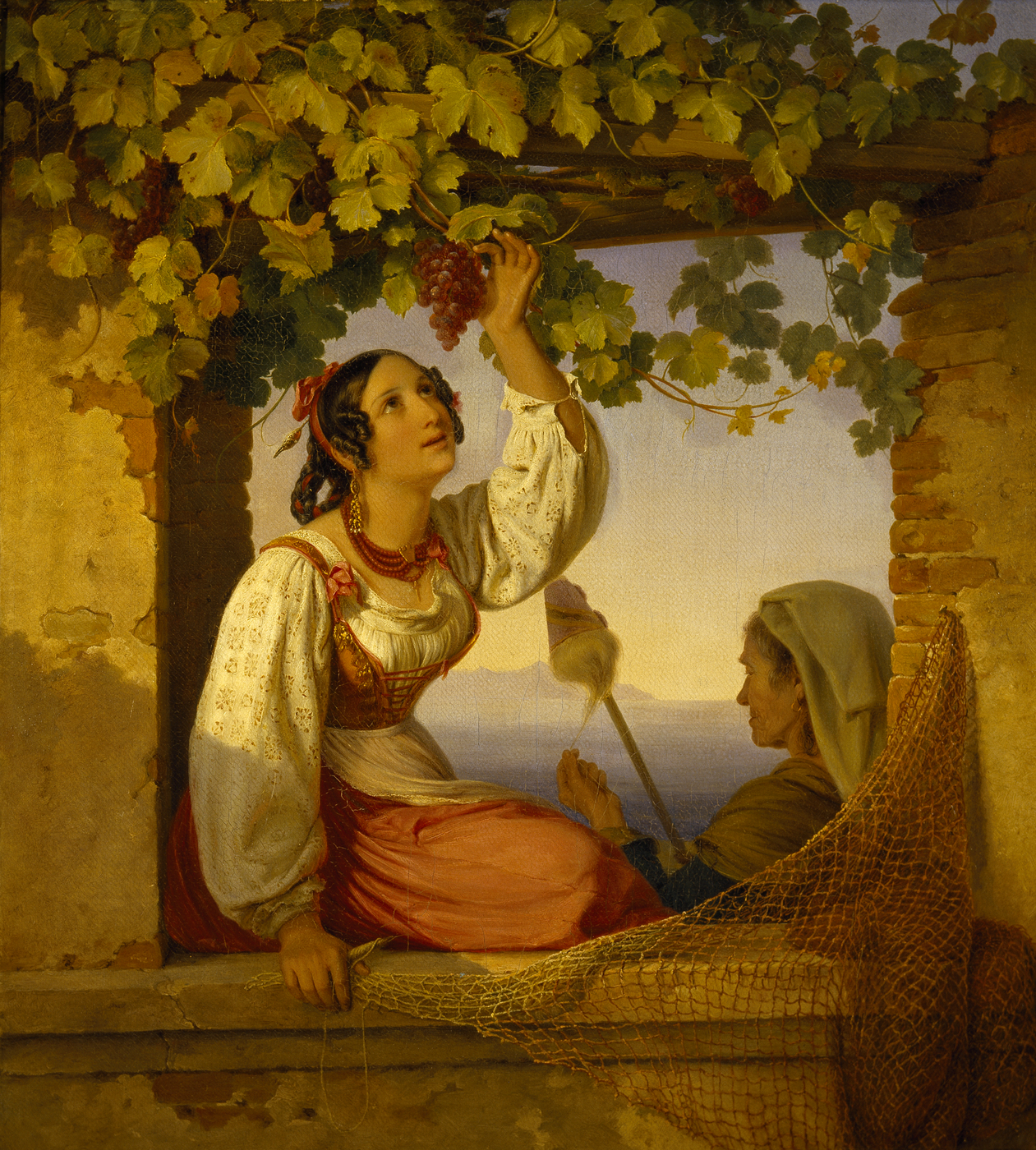
Дочь неаполитанского рыбака. Между 1816 и 1818. Холст, масло. Музей Торвальдсена, Копенгаген
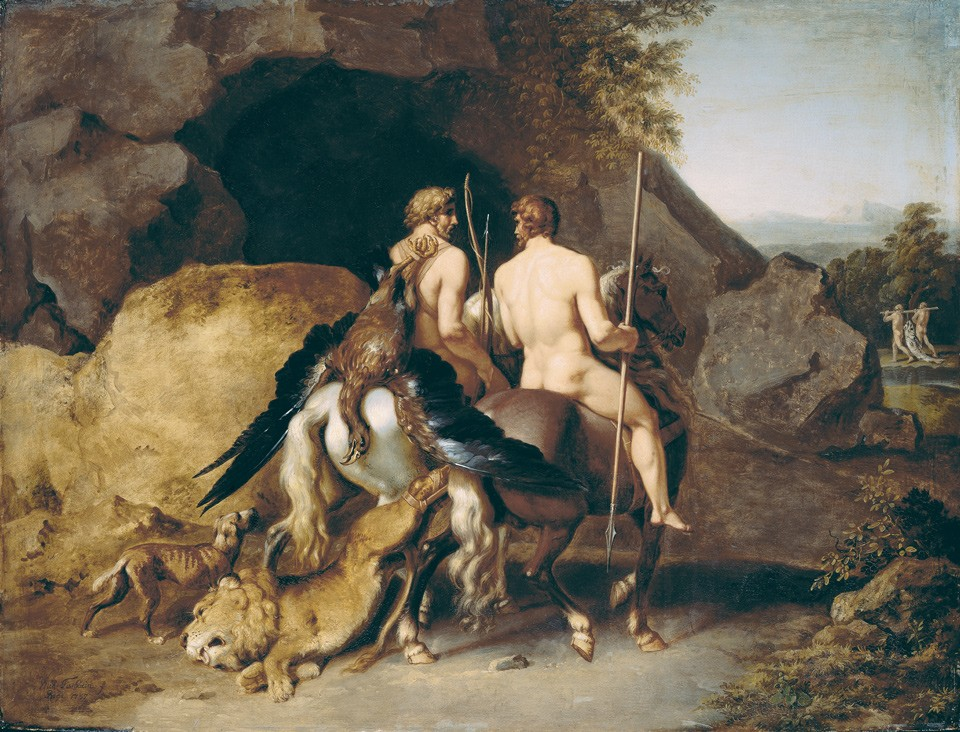
Сила человека (Кастор и Поллукс). 1787. Холст, масло. Музей Гёте, Франкфурт-на-Майне